# Ipervitaminosi A
L'ipervitaminosi A si riferisce agli effetti tossici di ingerire troppa vitamina A preformata. I sintomi derivano dal metabolismo osseo alterato e dal metabolismo alterato di altre vitamine liposolubili. Si ritiene che l'ipervitaminosi A si sia verificata nei primi esseri umani e il problema si è protratto per tutta la storia umana.
La tossicità deriva dall'ingestione di troppa vitamina A preformata dagli alimenti (come pesce o fegato animale), integratori o farmaci da prescrizione e può essere prevenuta ingerendo non più della quantità giornaliera raccomandata.
La diagnosi può essere difficile, poiché il retinolo sierico non è sensibile ai livelli tossici di vitamina A, ma sono disponibili test efficaci. L'ipervitaminosi A viene solitamente trattata interrompendo l'assunzione di cibi incriminati, supplementi o farmaci. La maggior parte delle persone ha un pieno recupero.
L'assunzione elevata di carotenoidi provitaminici (come il beta-carotene) da frutta e verdura non causa ipervitaminosi A, poiché la conversione dai carotenoidi alla forma attiva di vitamina A è regolata dall'organismo per mantenere un livello ottimale di vitamina. I carotenoidi stessi non possono produrre tossicità.